# Abel Tador
Abel Tador (* 28. Oktober 1984; † 14. Juni 2009) war ein nigerianischer Fußballspieler.

## Sportlicher Werdegang
Tador begann seine Karriere im Erwachsenenbereich beim NPA FC, der 2003 in die Nigeria Professional Football League aufstieg. 2006 wechselte er innerhalb der Meisterschaft zum Sharks FC, 2008 zog er zu Bayelsa United weiter. Dort war er Mannschaftskapitän, im Sommer 2009 gewann er mit der Mannschaft die nationale Meisterschaft.
Im Juni 2009 wurde Tador auf dem Heimweg von der Meisterschaftsfeier im Anschluss an ein Ligaspiel Opfer eines Überfalls, dabei wurde er erschossen.